# 超人力霸王葛雷
《超人力霸王葛雷特》（英語：ULTRAMAN TOWARDS THE FUTURE，日語版片名：日語：），是由圓谷製作與南澳影业公司合作製作的特攝電視劇，全13集。
本片最初在日本以錄影帶與LD方式發售，但後來也曾於1991年12月23日～1992年1月4日毎天上午8：30～9：00於NHK衛星第2頻道，1995年7月8日～9月30日週六下午17：30～18：00於TBS電視台兩度於電視上播出，另有兩部剪輯電影版本。

## 概要
本片是圓谷製作繼1983年的《安德魯超戰士》後，《超人力霸王80》後10年再次製作的特攝電視劇，平成時代的首部超人力霸王系列作品。京本政樹在日語版中擔任主要配音員，並深度參與命名和節目的宣傳等工作。
在日本的編劇工作人員中，有許多人參與了《超人力霸王迪卡》之後的工作。因此，本作中試驗性地融入了平成時代超人力霸王系列常見的要素。值得一提的是，亞瑟·格蘭特隊長的配音由《超人力霸王》村松隊長的小林昭二擔任，旁白（直到第6集）則起用了在《假面騎士》中，與小林有合演之緣的藤岡弘、，在日文版配音的選角中，則選用與過去特攝英雄有關聯的演員。
在日語標題及角色名稱部分，葛雷特（グレート）是由京本政樹提出的。京本基於簡單的要求想出了這個名字，並意圖與澳洲的大堡礁相關聯。由於京本是《超人力霸王》迷，與圓谷製作建立了深厚的友誼，因此在國內發行的準備期間，日語版本中有很多部分採納了京本的意見，例如聲音配音和音效等製作方面。

### 製作
在《80》播畢後，圓谷製作停止了電視劇節目的製作工作，但透過舊作品的發行、舊作重新播放和影像化、旗艦節目的播出、玩具和書籍的發售，以及舉辦「超人力霸王節」等活動的積極推廣，使超人力霸王系列在這段期間依然保持穩定的人氣，對於新作品的期待也逐漸升高。1986年，為了TBS的企劃，開始了「新超人力霸王」的準備工作，然而半年後，該企劃被擱置。
從1989年初開始，圓谷製作以「新超人力霸王」作為臨時名稱，計劃製作由日本國內製作的電視連續劇然而，在草案第二稿階段，由於難以獲得TBS的播出時段，該計劃曾一度被擱置。此後，隨著動畫作品《超人力霸王USA》在同年春季展開海外發行，超人力霸王系列的海外拓展重新啟動。儘管之前已有與泰國合作的作品《猴王大戰七超人》，但為了全球擴展，該作品旨在以英語國家為製作基地，並在澳洲進行製作。考慮到當時的非戲院首映熱潮，決定將其作為一種靈活性較高的新媒體，以原創影片形式發行。最初該系列預計製作六集，但考慮到海外銷售，最終增加到七集，形成一個季度的結構。
曾參與早期超人力霸王系列的設計師成田亨受到委託，為該節目製作宣傳海報。他根據節目的暫時名稱「超人力霸王神變」（ウルトラマン神変）而設計一張角色海報，但由於種種原因，該海報最終未在該項目中使用。
根據製片人鈴木清的建議，曾執導電影《未來特警》的保羅·尼科拉被選為特技指導。最初計劃在尼科拉居住的雪梨進行拍攝準備，但南澳大利亞州州長約翰·班農得知該項目的製作後要求在該州進行拍攝。於是，以《超人力霸王USA》的團隊為基礎成立了製作委員會，並與南澳大利亞電影公司進行合作，以海外製作的形式進行。
在故事方面，由於超人力霸王系列在全球具有影響力，製作團隊堅持不特別為海外市場進行開發，而是力求打造一部既具娛樂性又融合哲學元素的作品，與1966年的《超人力霸王》一脈相承。同時，為了讓國際觀眾能夠理解，將骼迪斯作為固定的反派角色，突顯了善與惡的對立，使地球處於絕對善與絕對惡的夾縫中。此外，正義一方也與傳統的正義使者有所不同，超人力霸王被理解為一個「觀察者」，代表了一個高度完善的種族。

### 風格
對於澳洲本地工作人員的角度，該節目的拍攝主要花費了四個月的時間。其中澳洲編劇泰瑞·拉森（Terry Larsen）為該節目的環境和生態主題進行詳細的再編劇。
為了表現劇中怪獸的巨大感，相較於日本，葛雷特和怪獸的身高被降低到低於大樓高度，另外還可以看到一些不同於過去《超人力霸王系列》的特技場面，例如展示了葛雷特戰鬥結束後從正下方飛走的場景。此外大部分的特攝場面使用了能夠充分發揮澳洲地理優勢的開放佈景，在許多場景利用自然光下的攝影來表現巨大的感覺。
該作品中，最初的道具服並不是使用特製服裝，而是使用海外特效電影中常見的操控生物的機械人偶（內部配備機械裝置的人偶）來拍攝第一集火星上葛雷特與骼迪斯的戰鬥場面，但由於機械人偶的動作無法表現出《超人力霸王》的力量和速度感，因此最終判定為不予採用。不過，骼迪斯在某些場景中仍使用已拍攝的機械人偶鏡頭。此外在怪獸破壞城市的場景中，也大量使用機械人偶，有些場景甚至僅使用機械人偶來表現，例如蓋爾加顿（ゲルカドン）。相反地，也存在像狄坎加（デガンジャ）已製作機械人偶但未使用的狀況。此外，超人力霸王的套裝使用的是氨綸材質而非橡膠服。導演安德魯·普羅斯表示，決定使用氨綸材質而不是傳統橡膠套裝的原因，是為了讓「演員能夠在其中活動」，並「減少中暑的風險」，然而有天曾有穿著氨綸服的演員因過熱而暈倒。
在拍攝過程中，史提夫·艾普斯（Steve Apps）和羅伯·辛普爾（Robert Simper）兩人分別擔任葛雷特的特技演員，維基·凱特（Vicky Kite）負責製作道具服，安德魯·布拉克斯蘭德（Andrew Blaxland）負責美術設計。
許多特技場景都利用了澳大利亞的地理優勢，使用了開放式拍攝場景，並藉由自然光進行拍攝，以表現出巨大的感覺。細緻的微型模型工作和科达拉（コダラー）出現時的波浪效果等，這些引人入勝的場景在後續作品中很少見到。儘管如此，在本作品中，圓谷製作仍廣泛使用他們在過去作品中使用的「從樹木和建築物之間拍攝的角度」，這是受到特技顧問高野宏一的影響。當地工作人員最初並未理解高野的意圖，他們認為如果前方有物體會造成影像模糊。然而，當他們看到最終拍出的影像後，終於理解並接受了高野的意圖。
除了第1集開頭對於葛雷特於人類未知之地進行戰鬥的描繪等，為了導出超人力霸王的神秘性，因而並未提及他與過去的超人兄弟之間的關聯（僅在日語版主題歌的第二段歌詞中提及），但設定上仍是將葛雷特視為M78星雲・光之國的超人戰士，及宇宙警備隊的隊員。UMA一開始並未承認葛雷特為夥伴，還對其進行攻擊，故劇情中未描述其與其他系列作品之間的聯繫。
即使整部劇集的基礎上沿襲了昭和時期作品的模式，但在內容上則將主題聚焦為環境和生態保護，並進一步為劇集帶來一大創新。葛雷特的戰鬥對手，在第1至6集中是由骼迪斯細胞創造的怪獸，而在第7集之後，則是來自宇宙的訪客或由環境破壞引起的怪獸，後者增加了一些顯露出對過去超人力霸王系列致敬的描述。有些怪獸原本僅是被骼迪斯細胞操控，或對人類的破壞行為感到憤怒而現身，其實它們本質上是無害的怪獸，因此在這種情況下有時候葛雷特並不需要將之打倒而告結束。而這樣的內容變化，則是因為本片當初的企劃原本僅到骼迪斯篇為止，後來在開始製作前才決定延長之故。。
2017年，本片於日本正式發售了收錄了OV版與電影版內容的套裝BD版本。

## 故事大綱
傑克‧辛道與史丹利‧海格（Jay Hackett飾，日語版配音：津田英三）兩人於火星探險行動中，與宇宙生命體「骼迪斯」（Goudes／Gudis）遭遇。但這時在他們眼前突然出現了一個銀色巨人，並與骼迪斯展開戰鬥。在這場戰鬥中傑克受了傷，巨人也因一時大意而被骼迪斯擊昏。結果骼迪斯乘隙破壞了史丹利所乘的探測船，而巨人在醒來之後打倒了骼迪斯，並與傑克同化為一體。
傑克被超人所救後回到了地球。可是應該在火星被消滅的骼迪斯，牠的細胞卻來到地球，並潛進地底附身於生物上化為怪獸「布洛斯」出現。於是傑克變身為超人將其擊倒。
之後傑克加入了UMA，但他卻見到了原本在火星失蹤，生死不明的史丹利。而傑克更發現史丹利也遭到了骼迪斯的附身...

## 登場角色

### U.M.A
全名「Universal Multipurpose Agency」，是劇中調查異常氣候與超常現象的聯合國際維安組織。
本部設於美國，在西伯利亞，日本，印度，澳大利亞，南非，英國設有及其他12個國家設有支部，一直和澳洲國防軍處於競爭狀態，制訂有UMA憲章。
 傑克‧辛道 （Jack Shindo）
飾演者：鐸雷·克勞斯
配音： 京本政樹（日本）/ 林協忠（台灣）/ 曾秉輝（第1~6集）→馮永和（第7~9集）→周永光（第10,12集）→黃志成（第11集）→源家祥（第13集結局）（香港）
本作主角，超人力霸王葛雷特的人間體，26歳，亞裔。
是澳洲宇宙資源調查機關的行星探測員，也是一位優秀的飛行員與科學家，在第1話因邪惡的生命體骼迪斯破壞了返航飛船而受困於火星，在瀕死狀態時與葛雷特與其合體挽救了性命，在回歸地球則加入了UMA，在打擊怪獸的同時也幫助葛雷特在地球上秘密活動。
有著風一般的性格，經常神出鬼沒的行動，從不正面回答他人的問題，另外知道許多怪獸相關的知識。在多次的行動中有力的幫助了隊友，是一位意志堅定與擁有出色說服能力的主要角色。
在最終話葛雷特擊敗希拉利後與他分離，與UMA的成員們一同目送他離開，並和隊友一同繼續為人類未來奮鬥的使命。
亞瑟‧葛蘭特 （Colonel Arthur Grant）
飾演者： 雷夫·柯特瑞爾
配音：小林昭二（日本）/ 周慶樑（香港）
UMA南太平洋支部的隊長皆領導人，54歳。
在對外的身份是澳洲最大的企業之一「亞瑟基金會（Arthur Foundation）」的所有者，並且還經常參與相關的各種慈善活動，但在UMA則是一個出色的領導者，在緊急情況下可以冷靜並準確地指揮的分析情報，並擅長發揮隊員們的長處，但從不把獲知的情報告知隊員。
一開始不信任葛雷特，認為其是外星球派來的生化機器人，但是在多次見識到葛雷特奮不顧身的戰鬥後，對這位銀之巨人的態度漸漸變得友善起來，在葛雷特完全擊敗戈迪斯後，真正將其視為了己方同伴。
曾在不聽傑克和其他人反對的情況下執行了臭氧層消耗計劃，結果導致了科達拉和希拉利的復活，在結局時與眾UMA的成員們一同目送葛雷的離開。
珍‧艾可 （Jean Echo）
飾演者： 吉雅·卡芮迪斯
配音 榊原良子（日本）/ 林元春（第1~8集）→盧素娟（香港）
UMA南太平洋支部隊員，是傑克在高中時代就認識的摯友，23歳。
過去曾屬澳洲宇宙資源調查機關的工程師，曾負責設計搭載傑克和史丹利的NASA宇宙船，在第1話在檢查了火星事件中的錄影帶發現傑克和史丹利失蹤的消息，後來在傑克奇蹟返回地球時相當驚訝，後在U.M.A經常與傑克作為搭擋出擊任務。
在第5話遭到史丹利綁架，並在作為人質的情況下感染了骼迪斯細胞，被傑克等人緊急帶到了UMA總部的醫療中心治療，最後在骼迪斯被消滅後則奇蹟般倖存了下來。
非常抵觸對胡亂殺害其他生物的行為，但也認為應優先保護人類。
在最終話與眾UMA的成員們一同目送葛雷的離開，並和隊友一同繼續為人類未來奮鬥的使命。
 羅德‧韋德 （Lloyd Wilder）
飾演者： 瑞克·亞當斯
配音：山寺宏一（日本）/ 翟耀輝（香港）
UMA南太平洋支部副隊長，31歲。
以前曾是軍方人員，是個非常專業的軍事訓練專家。但還保持著過去在軍隊生活的習慣。判斷力很差，不擅長和對手周旋，總是以行動為先和對手正面衝突。
 經常去拳擊健身房鍛鍊體力。在作戰過程中也會開個玩笑，但並不擅長與其他人進行協調，因此有時也會與隊友發生衝突。
在最終話與眾UMA的成員們一同目送葛雷的離開。
 查爾斯‧摩根  
 
飾演者：洛伊德·莫利斯
配音：柳澤慎吾（日本）/馮錦堂、郭立文（香港）
UMA南太平洋支部隊員，26歳。
經常穿著夏威夷襯衫在實驗室和指揮室工作，是個性格冒失的樂天派，是個大胃王，甚至還在實驗室裡做自己的沙拉醬。
但在工作方面，他對於生物相關的知識相當豐富，有著考古學和生物學的博士學位。曾因對骼迪斯細胞問題的見解不同而和傑克對立。
此外也相當花心，曾在第10話愛上了變身生命體劉古洛的妻子維羅妮卡，另外曾從實驗衛星上觀察地球的時候，發出對在人類能地球上艱辛生存的感嘆。在最終話與眾UMA的成員們一同目送葛雷的離開。
 金小明 （Kim Shaomin）
飾演者： 葛莉絲·帕爾
配音：平野文（日本）/雷碧娜（香港）
UMA南太平洋支部隊員，25歳。
在加入UMA前是海洋開發中心的成員，因為防止海洋污染而致力加入UMA，是隊員中相當特別出眾，擁有頂尖格鬥、操縱技術的存在，被亞瑟稱為最棒的飛行員，因而受到很多照顧。
擁有相當活潑開朗的性格，由於他來自斯頓孤兒院，因此對孩子們非常友善。但不太喜歡魚。經常與查爾斯或羅德作為搭擋出擊任務。

### 其他角色
史丹利‧海格
飾演者：傑·哈克特 (Jay Hackett)
配音：津田英三（日本）
澳洲宇宙資源調查機關的行星探測員，傑克和珍的摯友，在第一話在火星被骼迪斯殺害。
然而史丹利的身體後來遭到骼迪斯細胞的侵蝕。並以收集戈迪斯細胞令戈迪斯復活的下屬身份復活。在第5話強行綁架了珍，並將其帶到聚集骼迪斯細胞的城市重建區撤退。最後則與巴蘭加斯同化與葛雷對決，在戰敗後逃跑與骼迪斯合為一體。最終在第6話與骼迪斯連帶所有細胞一起完全被消滅。
布魯斯特中尉
飾演者：彼得·雷蒙·包威爾(Peter Raymond Powell)
配音：飯塚昭三（日本）
澳洲國防軍的將軍，氣質強勢引人注目，經常和亞瑟隊長發生衝突。
有一種強烈的使命感和誠意，但態度則過於偏激，例如並不想依靠超人力霸王的存在保護澳洲，而試圖對澳洲進行核襲擊來消滅骼迪斯。
艾克
飾演者：大衛·葛瑞波夫斯基(David Grybowski)
配音：岸野一彥（日本）
澳洲國防軍軍方情報部的主任，在第2話後開始負責與外星人有關的作戰，因此經常與U.M.A接觸。經常帶著墨鏡和一把左輪。
在第12話中，因怠慢職務而被降級為警衛員，把貴重的食物給了受災者，最終為了拯救他們而交出了古代的磁盤，參加了與科達拉和希拉利的最終決戰。
吉米·馬丁
飾演者：帕米許·弗萊薛爾（ハミッシュ・フレッシャー）
配音：浪川大輔（日本）
第3話登場，斯頓孤兒院的孩子。
萊妮·克蘭克絲汀
飾演者：琳恩·莎士比亞（リン・シェイクスピア）
配音：此島愛子（日本）
第9話登場，南方大學的博士。以人類的烏托邦建設為目標而研發超高性能電腦。
維羅妮卡
飾演者：奥麗安娜·潘諾索(Oriana Panottsuo)
配音：潘惠子（日本）
第10話登場，變身生命體劉古洛的妻子。與丈夫劉古洛是兩個被母星驅逐在宇宙間，旅行了5000多年的生命體。意外與UMA隊員查爾斯調上了情。
諾伯格
飾演者：派屈克·佛洛斯特（Patrick Frost）
配音：永井一郎}（日本）
第11話登場，環保主義者。

## 本作登場的超人力霸王

### 超人力霸王葛雷
本作登場的超人力霸王戰士，是來自M78星雲的銀色巨人，在第1話受到光之國的任命，被派遣阻止追擊著邪惡的宇宙生命體「骼迪斯」而進入太陽系。然而在火星上，進行勘測的行星調查員傑克·辛道因捲入葛雷和骼迪斯的戰鬥而被拋棄在火星表面，葛雷為拯救了瀕臨死亡危機的傑克而和他一體化後，緊追著骼迪斯細胞來到地球。
不同過去歷代作品中雙方精神高度融合的設定，葛雷與變身者傑克擁有各自的精神與人格共存，雙方常常以心電感應的方式互相交流，甚至會為了行動目標的先後問題而爭論。整體的身體數據上也大大超越過去的超人戰士，但在地球上活動時間，則是被更改成因大氣污染造成僅能活動3分鐘的限制。
名稱葛雷是自取「Great」的音譯，來源於澳洲大堡礁（The Great Barrier Reef）中的great。但在本作中僅被眾人稱為「超人力霸王」，葛雷是本作引進回日本時，為與超人力霸王區分所取的名字。
- 人間體：傑克·辛道
- 身高：60公尺
- 體重：580000噸
- 年齡：17000歲
- 飛行速度：2馬赫
- 移動速度：2馬赫
- 水下速度：3馬赫
- 潛地速度：1馬赫
- 跳躍力：150米

最初，該超人戰士及怪獸的設計委託給最初參與《超人力霸王》角色設計的成田亨製作，然而當成田亨提出的設計費要求為三成的著作權（透過商品化的收入）後，與圓谷交涉破裂，因此成田亨的設計初稿並沒有獲得採用。
歷代系列相比，葛雷的外觀具有相當獨特的設計，其中最具代表性的則是其三角形彩色計時器，體色為赤色以外大部分區域為銀白，皮套根據攝影師出身的製作人鈴木清的堅持，採用了一種不易起皺紋的纖維套服，而不是原來的橡膠材質。

### 變身器
- 等離子三角（デルタ・プラズマー/Delta Plasma）

能使傑克變身成葛雷的道具，外貌和葛雷的三角形彩色計時器十分相似。
平時是以吊墜飾物方式，以項鍊懸掛於頸上；當到了怪獸危害和平，人類防衛隊也束手無策時，傑克就會將等離子三角放在手中，閉眼進行變身。
同時與等離子三角釋放出的等離子能源脈衝相呼應，逐漸進入銀河星系般的光芒場景中變身為葛雷，最後巨大化完成變身。

#### 在其他作品的登場
《新世紀超人力霸王傳說》（2002年）
《新世紀2003超人力霸王傳說  THE KING'S JUBILEE》（2003年）
《大怪獸格鬥 超銀河傳說 THE MOVIE》（2009年）
- 網路劇集

《超級銀河格鬥 新生代英雄》（2020年）
《超人力霸王雷古洛斯：最初任務》（2023年）

## 製作群
- 製作：超人力霸王製作委員会（萬代、講談社、TAKI CORPORATION（日语：タキコーポレーション）、KSS、丸紅）
- 製作公司：圓谷製作、南澳影业公司[25]
- 執行製作人：圓谷皐、李察·華森
- 監製：鈴木清、蓋斯·霍華
- 製片人：鈴木清、蘇·懷爾德
- 配樂：風戶慎介
- 演奏：阿德萊德交響樂團（Adelaide Symphony Orchestra）
- 音樂監製：玉川靜
- 音樂指導：小暮一雄、凱文·羅珀
- 音樂製作總監：木村英俊、麥可·艾爾伍德
- 特效顧問：高野宏一
- 原案：会川昇、宮沢秀則、小中千昭、遠藤明範、鈴木智
- 導演：安德魯·普勞斯
- 劇本統籌：泰瑞·拉森
- 攝影指導：保羅·達爾維茨
- 特殊技術：保羅·尼科拉
- 美術指導：安德魯·布拉克斯蘭德
- 動作序列指導：肯·阿瑞奇
- 特技編舞指導：格倫·鮑茲威爾
- 超人力霸王設計：村山寛貢
- 怪獸設計：吉田穣
- 製作協力：三菱汽车、澳洲皇家空軍
- 日語版製作人：島田十九八
- 音響指導：山崎宏

## 各集資料
| 集數 | 各集標題                | 日語版標題 | 登場怪獸・宇宙人           |
| ---- | ----------------------- | ---------- | -------------------------- |
| 1    | Signs of life           |            | - 骼迪斯 - 布洛斯          |
| 2    | The hibernator          |            | - 巨神龍                   |
| 3    | The child's dream       |            | - 蓋爾卡頓 - 複製人吉米    |
| 4    | The storm hunter        |            | - 狄坎加                   |
| 5    | Blast from the past     |            | - 巴蘭賈斯                 |
| 6    | The showdown            |            | - 骼迪斯（第2形態）        |
| 7    | The forest guardian     |            | - 賈瑟波                   |
| 8    | Bitter harvest          |            | - 馬賈巴（雄、雌）         |
| 9    | The biospherians        |            | - 拜歐斯 - 貝葛伊德        |
| 10   | Tourists from the stars |            | - 路格羅 - 貝羅尼卡        |
| 11   | The survivalists        |            | - UF-0                     |
| 12   | The age of plagues      |            | - 謎の藻 - 柯達拉 - 希拉利 |
| 13   | Nemesis                 |            | - 柯達拉 - 希拉利          |

## 電影版
本片有兩部剪輯電影版，日本於1990年12月15日上映日語配音版，台灣則以英語原音上映。原本在片中以VCR合成處理的光線技與葛雷的巨大化場面，則是在日本重新補拍的。另外在第1集中HAMMER戰機的墜落場面與部分旁白，也有重新拍攝的畫面。電影第一部中，相當於第2、3集中的事件幾乎是在同時發生，則是在劇本階段就有的設定。
日本上映當時的版本，與發片後的完全版（海外公開版）片頭有所異動，片名卻僅有「超人力霸王」（沒有加上「G」）。當時由哥倫比亞唱片公司發行的交響樂集錄影帶，則是意外的將此版本畫面以NG映像方式收錄。
目前電影版並未於日本推出DVD（但於2017年日本所發售的BD版本中收錄），但台灣已有「木棉花」發行的版權片（中英雙語收錄）上市。
- 《外星人入侵》（原題：Ultraman：Alien Invasion）

　以第1、5、6集重新剪輯的電影版（包括第2集的部分場景）。錄影帶完全版則是以第1～3、5、6集重新剪輯。
- （原題：Ultraman：The Battle For Earth）

　以第7、10、12、13集重新剪輯的電影版。錄影帶完全版則是以第4・7・10・12・13集重新剪輯。

## 主題曲
- 日語版片頭曲：
- 日語版片尾曲：

（作詞：山川啓介／作曲、編曲：風戸慎介／演唱：京本政樹、森の木児童合唱団）
- 英語版主題曲（片中未使用）：『ULTRAMAN』

（作詞：奈良橋陽子／作曲、編曲：風戸慎介／演唱：Jay Hackett）
- 台灣版主題曲：『高空使者』（作詞：廖瑩如／作曲：都倉俊一／編曲：風戶慎介／演唱：紅孩兒）

翻唱自日版《超人力霸王USA》的劇中插曲；收錄於飛碟唱片1990年發行的紅孩兒專輯＜亮出我的年輕護照＞內。

## 商業銷售

### 配樂
《葛雷》音樂由風戶慎介作曲，阿德萊德交響樂團演奏。大部分的旋律和主題都基於1987年動畫片《USA》中使用的非常相似的音樂，該片的配樂也是由風戶創作的。
《葛雷》的原聲音樂帶首次由日本哥倫比亞唱片公司於1992年發行，編號為COCC-9745。它在2007年作為日本哥倫比亞的廉價專輯重發系列「ANIMEX2000」的一部分重新發行，編號為COCC-72238。截至2016年，這個版本仍然可以從日本唱片店訂購購買。

### 玩具系列
該系列還推出了一款同樣短暫的玩具系列，由夢工廠玩具公司製作。這些人物模型高約10英寸，包括超人和迷你傑克‧辛道，以及他的敵人波甘、巴蘭加斯、馬賈巴、蓋魯卡頓和基拉茲。此外，還推出了一款包含小型查理·摩根人物的悍馬車玩具。所有玩具盒背面都宣傳了一款薩爾托普（Saltop）的玩具。
據萬代公司的代表表示，該玩具從未發布或生產。儘管尺寸獨特，這些玩具也並非沒有問題。傑克、查理和悍馬與其他玩具的比例相差較大，而葛雷的模型則缺乏關節活動性。此外，儘管作為第一個故事的主要反派，骼迪斯的任何版本都沒有作為夢工廠玩具系列的玩具發布（儘管其中一款出現在萬代的日本超人力霸王軟膠玩具系列中）。

### 電子遊戲
該系列的一款電子遊戲在超級任天堂娛樂系統/Super Famicom上發布。許多人認為該遊戲的操作方式尷尬且難度過高。它的遊戲引擎與一款基於原始系列的日本超人力霸王遊戲相同。在遊戲中，葛雷與骼迪斯、波甘、德加尼亞、巴蘭加斯、超級古迪斯、凱賽博、馬贾巴、科達拉爾和基拉茲進行戰鬥。

### 衍生漫畫
1993年初，一本漫畫書作為該系列的故事重述/續集，由哈維漫畫公司的旗下雜誌《Nemesis》出版並在美國印刷。然而，該漫畫將葛雷視為初代超人力霸王。漫畫也經常後續的美國製作系列《帕瓦德》混淆，
在該漫畫書中，包含了許多完整彩色宣傳圖片來引起人們的興趣。在連載四期之後，漫畫系列因哈維漫畫公司於次年倒閉而被取消。大多數期刊都有不同的可收藏封面變體。

## 其他國家播出狀況
台灣中視曾以《終極星戰》譯名，於1992年1月1日～4月1日期間，在每週三下午17：00～17：30時段播出中文配音版。本片的兩部剪輯電影版，也曾於台灣院線同時上映。
香港的粵語版由香港安樂影視配音發行，譯名為《超人G飛越未來》。香港電視廣播有限公司（無線電視）曾在1993年播出本片。
在泰國，這部劇集於1993年在周六和周日的傍晚時段在第9頻道（現為第9頻道MCOT HD）播出。薩克斯家族娛樂公司（Sachs Family Entertainment）以每週的聯播播放方式，將該節目引進美國電視螢光幕，時間為1992年1月4日至1992年3月28日期間。
於1993年在哥倫比亞播出，每週六上午11點30分由Inravisión的頻道A播出。1990年代，該系列還在智利由Chilevisión頻道播出。

## 外部連結
- ウルトラマンG（グレート） Blu-ray BOX （页面存档备份，存于） - 円谷プロダクションによるプロモーションページ
- ウルトラマンG（ビデオ1） （页面存档备份，存于）
- ウルトラマンG（ビデオ2） （页面存档备份，存于）
- ウルトラマンG ゴーデスの逆襲 - 日本电影数据库
- ウルトラマンG ゴーデスの逆襲 - allcinema
- ウルトラマンG 怪獣撃滅作戦 - 日本电影数据库
- ウルトラマンG 怪獣撃滅作戦 - allcinema